# Iván Fónagy
Iván Fónagy (Budapest, 8 aprile 1920 – Parigi, 11 aprile 2005) è stato un filologo e linguista ungherese.

## Biografia
Si interessò ai problemi del doppio codice, emotivo e intellettuale, delle parole, e quindi di fonosimbolismo. Fu membro dell'Accademia ungherese delle scienze. Fu anche psicoanalista e uno dei maggiori linguisti sperimentali del XX secolo.
Lasciò l'Ungheria per trasferirsi a Parigi, ma nel 1939 tornò in patria ed entrò a far parte della Resistenza. Qui conobbe la moglie, la quale sarà una sua collaboratrice scientifica.

## Opere
- (FR)  La vive voix : essais de psycho-phonetique, prefazione di Roman Jakobson, Parigi, Payot, 1983
- (EN)  Situation et signification, Amsterdam; Philadelphia, 1982
- (FR)  La metaphore en phonetique, Ottawa, Didier, 1979
- (FR)  L' accent en français contemporain, a cura di Ivan Fonagy e Pierre Leon, Montreal; Parigi; Bruxelles, 1979
- La ripetizione creativa: ridondanze espressive nell'opera poetica, Bari, Dedalo, 1982. ISBN 88-220-3120-2
- (EN) Languages within language: an evolutive approach, Amsterdam; Philadelphia, J. Benjamins, 2001
- Le lettere vive: scritti di semantica dei mutamenti linguistici, a cura di Paolo Bollini, Bari, Dedalo, 1993